# 阿萨恩库尔德
阿萨恩库尔德（Asan Khurd），是印度哈里亚纳邦Panipat县的一个城镇。总人口8064（2001年）。

## 人口
该地2001年总人口8064人，其中男性4399人，女性3665人；0—6岁人口686人，其中男384人，女302人；识字率81.80%，其中男性为87.72%，女性为74.68%。